# 霍根海姆赛道
霍肯海姆賽道（德語：Hockenheimring）位於德國巴登-符腾堡州的賀根咸附近。霍肯海姆賽道坐落萊茵河的河谷中，賽道相當的平坦，沒有明顯的起伏。

## 歷史

### 1930年到1960年
霍肯海姆賽道建於1932年原先是作為卡尔斯鲁厄森林裡的替代道路。後來被用於摩托車比賽，在1936年時被梅赛德斯·奔驰和汽車聯盟（Auto Union）當做測試的跑道。1938年被更名為直到1947年。在戰後，舉行過數場的世界摩托車大獎賽（Grand Prix Motorcycle Racing）。
賽道原始的長度接近8公里，有兩條大直道和長的“東彎”在樹林中。

### 2000年後
在2000年初，一級方程式的官員要求縮短6.8（4.23英里）長的賽道，並要脅終止於霍肯海姆賽道舉行比賽，同時有其他賽道加入競爭舉辦權，像是卢萨蒂亚歐洲賽道和位於亞洲的賽道。由著名賽道設計師赫尔曼·提尔克重新設計的霍肯海姆賽道在2002年德國大獎賽開始使用。舊的賽道大致保持完整，但重鋪了路面和增設了更嚴峻的1號彎（“北彎”）。然而，賽道被大大的縮短、彎道變得狹窄、砍伐樹木再種植樹苗等問題，都令重新設計的賽道遭致了大量的批評。不過，可以作為超車用的長直道仍然保留。
賽道可以容納12萬人，新的主看台由梅赛德斯·奔驰贊助。

## 一級方程式
1970年，德國大獎賽第一次在霍肯海姆賽道舉辦，因為當時一級方程式的車手在法國大獎賽時抵制紐柏林賽道。隔年德國大獎賽又回紐柏林賽道舉行。再紐柏林賽道舉行德國大獎賽的情況一直維持到了1976年。霍肯海姆賽道除了1985年外，從1977年到2006年每年都舉行了德國大獎賽。
2006年7月，伯尼·埃克莱斯顿宣佈德國每年只能舉行一場大獎賽（從1995年開始一級方程式錦標賽有兩場比賽在德國舉行，霍肯海姆賽道舉行德國大獎賽，紐柏林賽道舉行歐洲大獎賽或是盧森堡大獎賽）。2007年開始霍肯海姆賽道與紐柏林賽道將輪流舉辦德國大獎賽。2007年德國大獎賽在紐柏林賽道舉行。
2019年之后德国大奖赛不再举办。

## 死亡事故
- 1968年　吉姆·克拉克，在二級方程式錦標賽比賽。
- 1972年　伯特·霍桑（Bert Hawthorne），在二級方程式錦標賽比賽。
- 1980年　帕特里克·德派里爾（Patrick Depailler），在私人測試時。

## 历史布局

1932年至1938年的布局
1938年至1965年的布局
1966年至1969年的布局
1970年至1981年的大奖赛布局，此布局在摩托车比赛中使用到2002年
1982年至1991年的布局
1992年至2001年的布局
2002年（黑）与1994年（灰）的布局对比
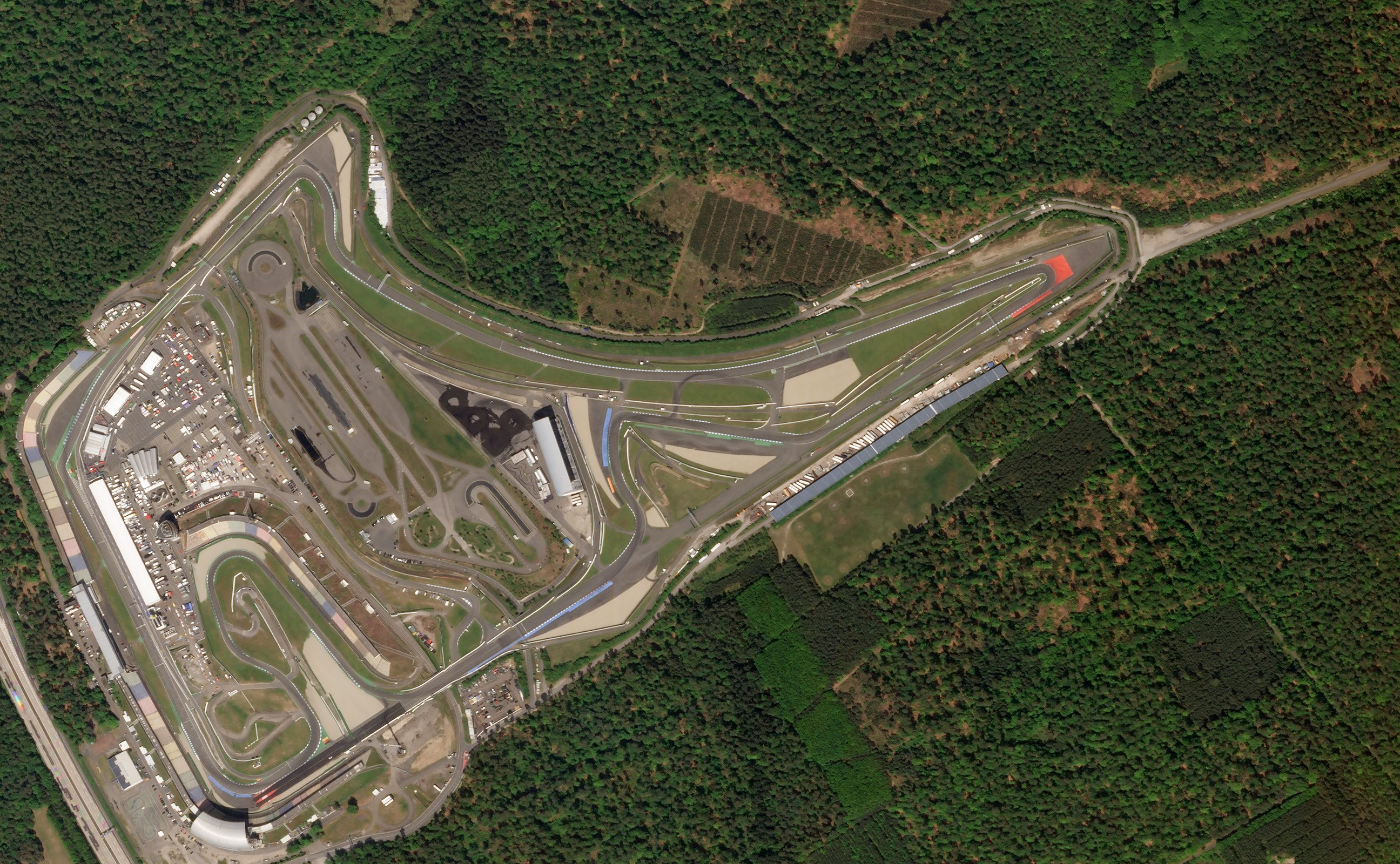
2018年的赛道卫星图，东侧可见旧赛道的痕迹

## 外部連結
- Hockenheimring （页面存档备份，存于）
- Hockenheimring Circuit History and Statistics
- Circuit profile on Formula1.com （页面存档备份，存于）
- 跑车驾驶经验 （页面存档备份，存于）
- BBC's circuit guide （页面存档备份，存于）
- Onboard video of one lap (QT, 10,4 MB) （页面存档备份，存于）
- Hockenheim Short Power Laps （页面存档备份，存于）
- Ciro Pabón's Racetracks 3D views and virtual laps of all Motorsport venues, including this one, via Google Earth
- Satellite picture by Google Maps （页面存档备份，存于） (As of February 2008, this still shows the pre-2002 circuit)